# Joker Musik
Joker Musik var ett oberoende skivbolag i Stockholm under åren 1984–1995 med inriktningen på ny, svensk rockmusik.
Skall inte förväxlas med ett tidigare svenskt skivbolag Joker på 1960-talet.

## Historia
Debuten skedde med gruppen Elfte Timmen och singeln "Äventyret" / "Den 30-åriga krisen". Producent, A&R och delägare var Jan Erik "Janne" Svensson, tillsammans med teknikern Erlendur Svavarsson. Inspelningar gjordes i olika studior i Stockholm. År 1986 lyfte verksamheten med utgivningen av gruppen In The Colonnades debutalbum. Amigo Musik distribuerade och skivaffären Pet Sounds sålde och exporterade. En medveten satsning på annonser i olika fanzines gav resultat. Joker Musik och Birdnest startade 1987 föreningen Sinderella som samlade drygt tjugo oberoende, svenska skivbolag. Årsmöte hölls 1988–1994 i Hultsfred kvällen innan musikfestivalen. Skivförsäljning samordnades, gemensam katalog trycktes och två samlingsskivor (den ena "Sinderella, The Swedish Stand") producerades. 
Gruppen All Steel Coaches blev Jokers andra framgång. År 1989 representerade de Sverige i det årets EBU-festival inför 30 000 åskådare i Novi Sad i forna Jugoslavien. Samma år blev Joker det första mindre, oberoende skivbolaget i Sverige som producerade en cd. Med stöd från Statens Kulturråd resulterade det i en samling med 18 svenska rockgrupper. År 1990 stod Joker på topp med utgivningen av All Steel Coaches cd "SWITCH!". Året därpå medförde satsningen på en cd med gruppen The Lee Harvey Oswald Ensemble att ekonomin ansträngdes till bristningsgränsen. De sista åren resulterade i samarbetsutgåvor med Rosa Honung och Playwood Productions. 

År 2009 startade Jan Erik Svensson bolaget Lockenloll och gav i samarbete med Playwood Productions ut en cd med In The Colonnades debutalbum, singeln "Wheels" och liveupptagningar från konserter. Samtidigt gav Playwood Productions ut en dubbel-cd med All Steel Coaches debutalbum och konserten i Jugoslavien från 1989.

## Diskografi

### Album
- Bengt Vincent, Bälgadrag, LP/MC - Musikåret 1984, WOW 8402
- Kalix (Janåke Bondesson), Son Of Rhythm & Blues, LP/MC - Musikåret 1985, LIX 503
- All Steel Coaches, All Steel Coaches, LP - Musikåret 1988, JOKE 814
- Nordic Sounds, vol 1, Compilation, LP - Musikåret 1988, JOKE 815
- Nordic Sounds, vol 2, Compilation, CD - Musikåret 1989, JOKE 917
- The Lee Harvey Oswald Ensemble, Star Spangled Boner, LP - Musikåret 1989, JOKE 918
- Charanga Nueva, Charanga Nueva, LP - Musikåret 1989, JOKE 921
- All Steel Coaches, SWITCH!, LP/CD - Musikåret 1990, JOKE 024
- The Lee Harvey Oswald Ensemble, Uncle Sambo, CD - Musikåret 1991, JOKECD 125
- Suzie Beats Them All, Deep Torkel - The King Is Back, CD - Musikåret 1992, JOKECD 226

### Mini-album
- In The Colonnades, In The Colonnades, MLP - Musikåret 1986, ITC 610
- Korova Milkbar, Like Chewing Electricity, MLP - Musikåret 1989, JOKE 919
- All Orange, Radiate, CDM - Musikåret 1993, AOCD 9301
- Nugatory, Nugatory, CDM - Musikåret 1995, JOKECD 528

### Singlar
- Elfte Timmen, Äventyret / Den 30-åriga Krisen, 7" - Musikåret 1984, WOW 8401
- In The Colonnades, Wheels / Sort Of Heaven, 7" - Musikåret 1987, JOKE 712
- Dårskap För Två, Falsk Flagg / XX,  7" - Musikåret 1987, JOKE 713
- All Steel Coaches, Wave Of Fame / Bitches, 7" - Musikåret 1989, JOKE 916
- 99th Floor, I Walk Alone / The Blue Hour, 7" - Musikåret 1989, JOKE 920
- Monument, I Dina Ögon / Gift, 7" - Musikåret 1990, JOKE 022
- All Steel Coaches, Low For You / Evil Woman, 7" - Musikåret 1990, JOKE 023
- Steel Hamlet, Steel Hamlet, CDS - Musikåret 1994, JOKECD 427

### Kassett
- Bengt Vincent, Bälgadrag, LP/MC - Musikåret 1984, COW 8402
- Kalix (Janåke Bondesson), Son Of Rhythm & Blues, LP/MC - Musikåret 1985, CIX 503
- Akasha, 50 Bengali Songs, MC - Musikåret 1985, CAJ 504
- Akasha, In A Cosmic Flow, MC - Musikåret 1985, CAJ 504
- Akasha, Skywings, MC - Musikåret 1985, CAJ 506
- Akasha, In My Aspiration Heart, MC - Musikåret 1985, CAJ 507
- Akasha, Delight, MC - Musikåret 1986, CAJ 608
- Akasha, Lifesong, MC - Musikåret 1986, CAJ 609
- Akasha, Dreamglow, MC - Musikåret 1987, CAJ 711